# Здравоохранение в Светлограде
Здравоохранение в Светлограде — комплекс медицинских и лечебно-профилактических учреждений и организаций в городе Светлограде.

## История

### XIX век
В 1882 году Тыминский открывает на улице Московской вольную аптеку.

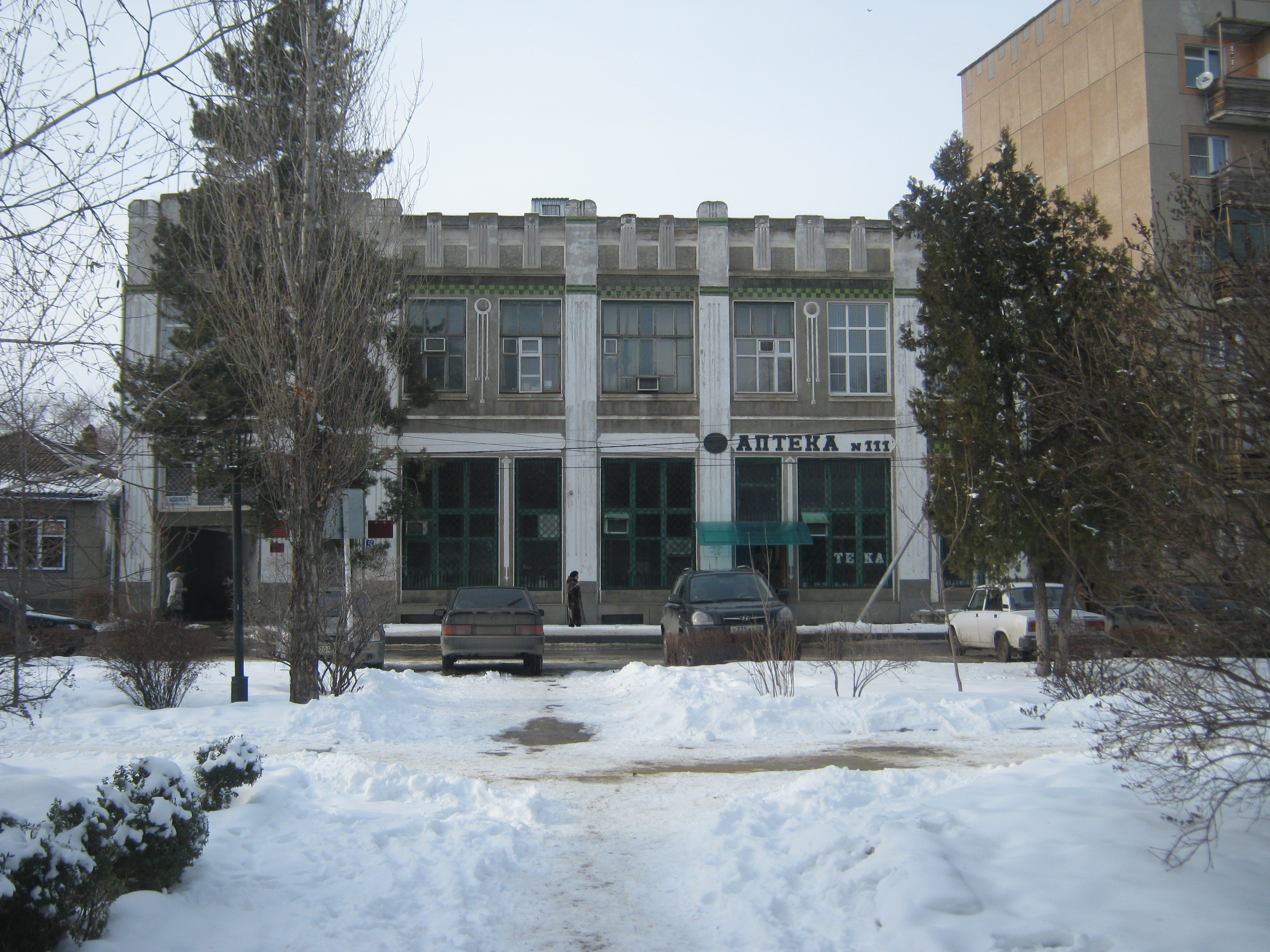
Аптека № 111

### XX век
По данным А. Твалчрелидзе, на начало века в селе расположен окружной врач, два фельдшера — медицинский и ветеринарный, одна акушерка.

В 1912 году в связи с созданием земств в селе строится земская больница. Для её возведения отводиться пустырь между улицами Николаенко и Калинина.
.

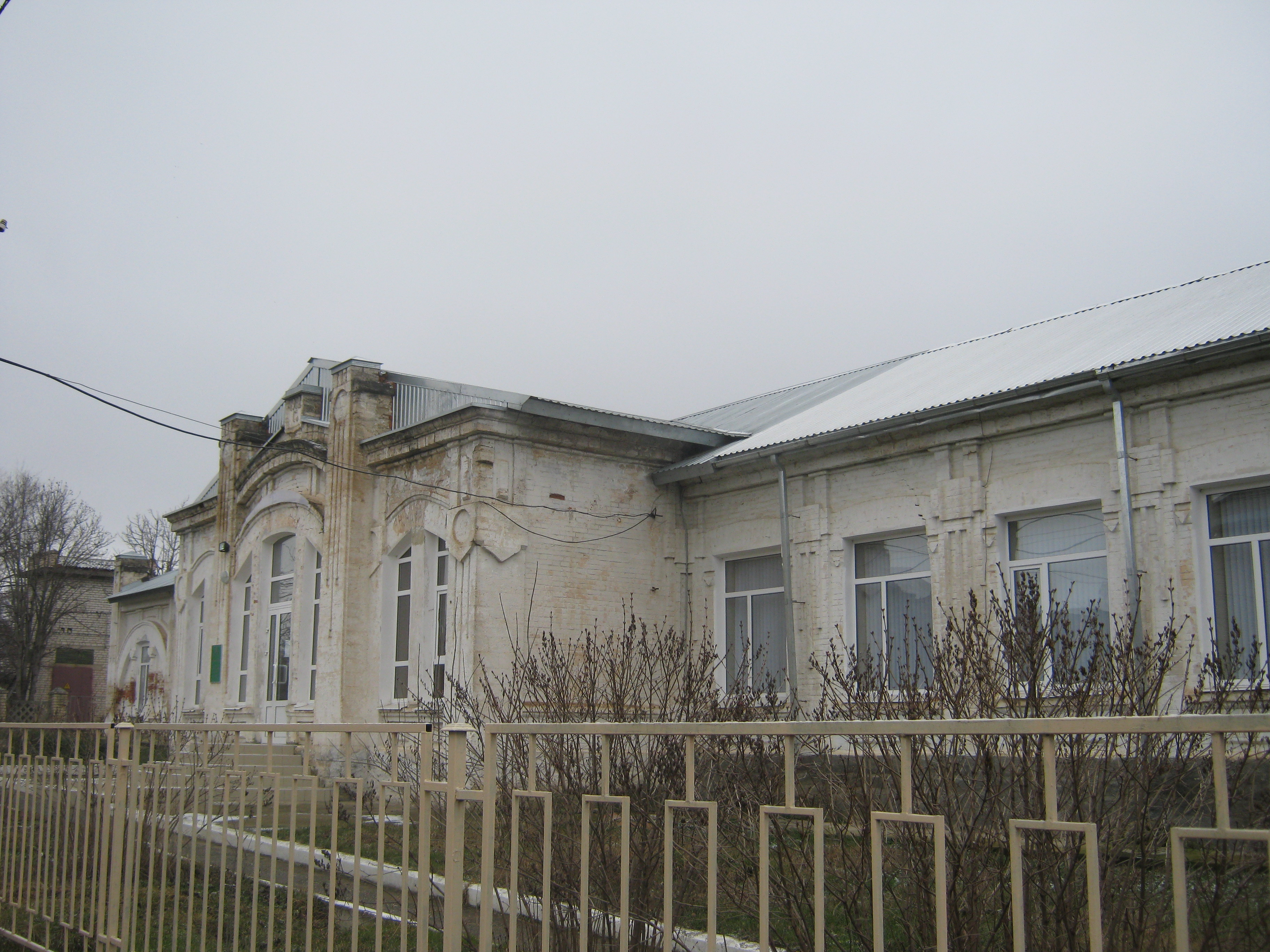
Здание первой земской больницы Светлограда

В 1930-е годы усилиями врача В. И. Киселёва на хуторе Солёное озеро построена и функционировала небольшая грязелечебница.
В 1960-х годах на территории земской больницы строится полноценный больничный комплекс (открыт в 1967 году), включающий:
1. Штабное здание (фасадом выходит на улицу Николаенко)
2. Лечебный корпус
3. Гаражи скорой помощи
4. Родильное отделение (располагается в здание земской больницы)

В 1987 году в Светлограде отстроен новый больничный комплекс — Петровская центральная районная больница.
Территория старой больницы отдана под Детскую консультацию и Женскую консультацию, остальные здания заняли городские службы.

## Городские больницы

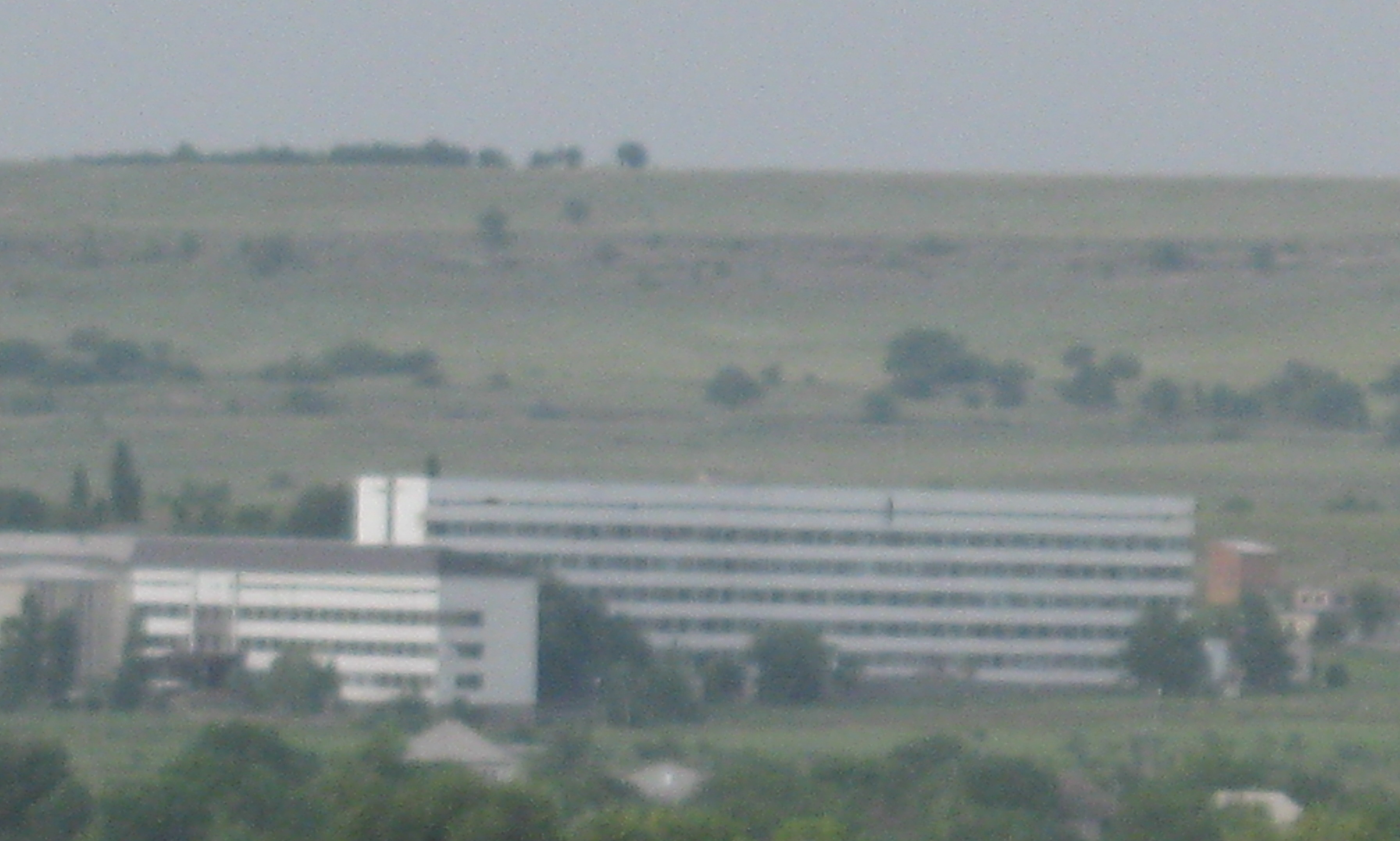
Петровская ЦРБ

- 1-я Петровская центральная районная больница г. Светлоград

На базе больницы функционируют:
1. Городской неврологический центр
2. Городской центр по лечению желудочно-кишечных кровотечений
3. Городской перинатальный центр
4. Городской травматологический пункт

## Детские больницы

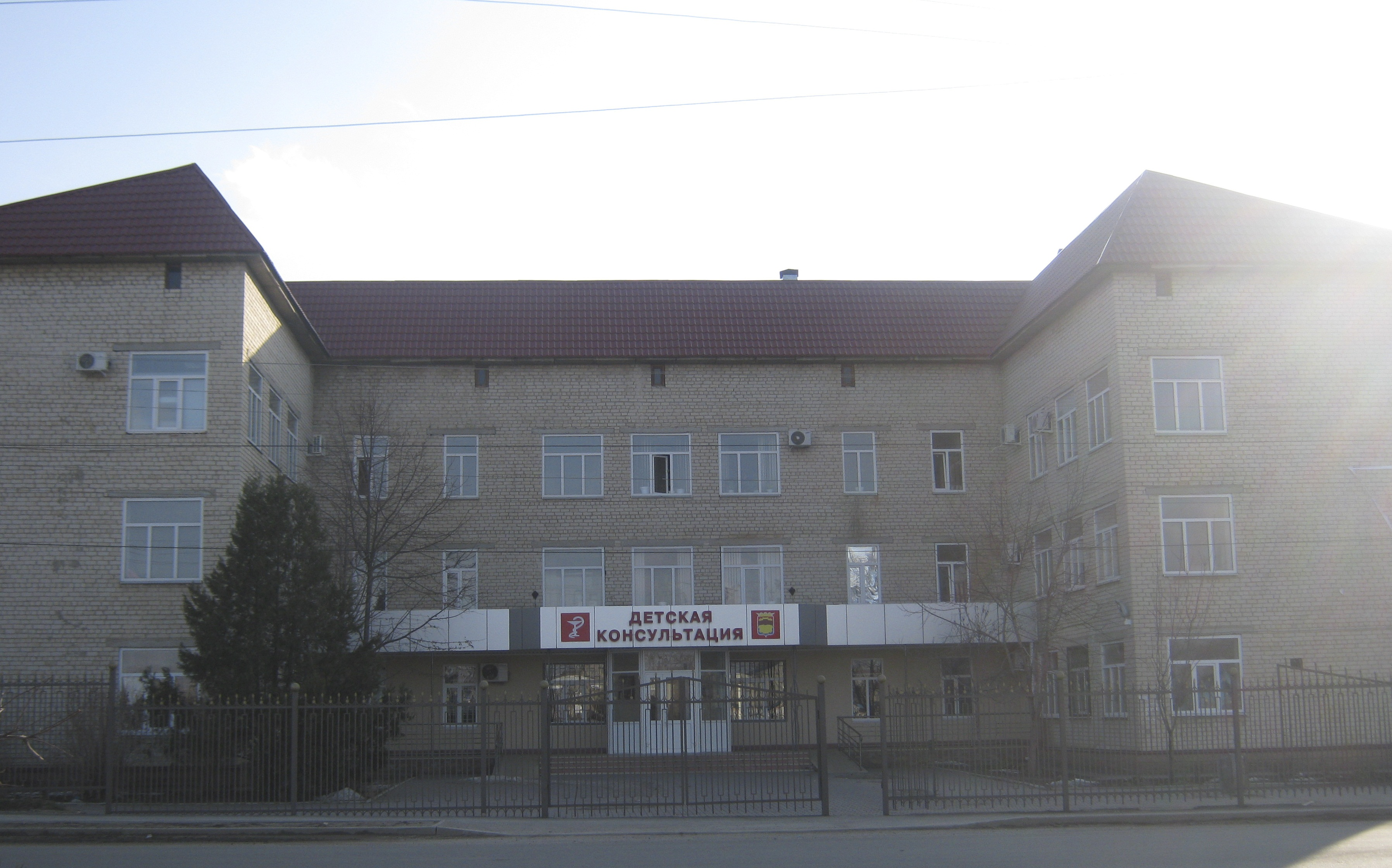
Здание Детской Консультации

- Детская Консультация

## Частные поликлиники
- Аннушка
- Исток